# Station Vipiteno-Val di Vizze Sterzing-Pfitsch
Station Vipiteno-Val di Vizze Sterzing-Pfitsch is een spoorwegstation aan de Brennerspoorlijn bij de stad Sterzing in de gemeente Pfitsch (Italië-Zuid-Tirol).
De stationsnaam wordt volgens de regels van Trenitalia in het Italiaans aangegeven, gevolgd door het Duits als lokale taal.